# Railway Settlement Roza
Railway Settlement Roza is een nagar panchayat (plaats) in het district Shahjahanpur van de Indiase staat Uttar Pradesh. 

## Demografie
Volgens de Indiase volkstelling van 2001 wonen er 10.499 mensen in Railway Settlement Roza, waarvan 54% mannelijk en 46% vrouwelijk is. De plaats heeft een alfabetiseringsgraad van 68%. 